# Câinele din Baskerville (film din 1981)
Câinele din Baskerville (în rusă Приключения Шерлока Холмса и доктора Ватсона: Собака Баскервилей, transliterat: Prikliuceniia Șerloka Holmsa i doktora Vatsona: Sobaka Baskervilei, în traducere „Aventurile lui Sherlock Holmes și ale doctorului Watson: Câinele din Baskerville”) este un film de televiziune sovietic din 1981, regizat de Igor Maslennikov. El ecranizează romanul Câinele din Baskerville (1902) al lui Sir Arthur Conan Doyle și este al treilea film al seriei TV Aventurile lui Sherlock Holmes și ale doctorului Watson. Rolurile principale sunt interpretate de Vasili Livanov⁠(d) (detectivul Sherlock Holmes), Vitali Solomin⁠(d) (doctorul Watson), Nikita Mihalkov (Sir Henry Baskerville) și Oleg Iankovski (Stapleton).
Acțiunea filmului, care are loc la sfârșitul secolului al XIX-lea, se petrece în mare parte în regiunea mlaștinilor Dartmoor din comitatul Devon (aflat în partea de sud-vest a Angliei). Sherlock Holmes și doctorul Watson investighează aici moartea misterioasă a lui Sir Charles Baskerville și încearcă să-l protejeze pe moștenitorul său, Sir Henry, de acțiunea unui blestem străvechi care apasă asupra familiei Baskerville.
Filmul a fost produs de compania sovietică Lenfilm și a fost difuzat în premieră la 25 iulie 1981. El este a doua ecranizare sovietică a romanului Câinele din Baskerville: o primă ecranizare sovietică, realizată tot pentru televiziune și intitulată Câinele din Baskerville⁠(ru)[traduceți] (Собака Баскервилей), a fost regizată de Antonina Zinovieva⁠(ru)[traduceți] și a avut premiera în anul 1971.
Criticii de film din țările occidentale au lăudat fidelitatea adaptării față de sursa literară de inspirație, calitatea înaltă a distribuției și amestecul neobișnuit a două culturi diferite, dar, în același timp, au scos în evidență neputința reproducerii decorurilor, costumelor și recuzitei specifice Angliei de la sfârșitul secolului al XIX-lea și înțelegerea defectuoasă a mediului social al burgheziei engleze ca urmare a manifestării în mediul rusesc a unor idei stereotipe cu privire la englezi. În ciuda formulării unor obiecții la adresa acestui film, unii critici englezi au susținut că interpretarea lui Vasili Livanov este cea mai bună interpretare a detectivului Sherlock Holmes de pe continentul european.

## Rezumat

### Partea I
În cursul anului 1889 medicul rural Mortimer i se adresează detectivului Sherlock Holmes și îi relatează moartea misterioasă a lui Sir Charles Baskerville, proprietarul moșiei Baskerville Hall, care avusese loc recent în comitatul englez Devon. Moartea fusese cauzată potrivit medicilor legiști de un atac de cord, dar Mortimer credea că această cauză nu era reală. Sir Charles avea întipărită pe figură o expresie de frică, iar în apropierea locului morții au fost găsite urmele unui câine uriaș. Toate aceste indicii i-au determinat pe localnici să-și amintească o legendă străveche despre un câine diabolic⁠(en)[traduceți] care urmărea de câteva secole familia Baskerville pentru a răzbuna fapta infamă a lui Sir Hugo, un strămoș îndepărtat al familiei.
Ultimul urmaș al familiei, baronetul Henry Baskerville, tocmai sosise din Canada pentru a-și prelua moștenirea, iar dr. Mortimer, prieten apropiat al lui Sir Charles, îl aduce în vizită mai întâi la Sherlock Holmes, unde îi povestește despre blestemul străvechi al familiei Baskerville și îi spune că ceruse protecția detectivului. Sir Henry îi anunță că, la scurtă vreme după sosirea în Anglia, primise o scrisoare anonimă de amenințare și îi dispăruse o cizmă nouă. După plecarea celor doi oaspeți, Holmes și Watson pornesc în urmărirea lor și observă că erau deja urmăriți de altcineva.
Pretextând că trebuie să rămână la Londra pentru a rezolva niște afaceri urgente, Sherlock Holmes îl însărcinează pe Watson să-l însoțească pe Sir Henry la moșie și să-l supravegheze până când va sosi el acolo. Sir Henry și Watson ajung la Baskerville Hall, unde sunt întâmpinați de majordomul Barrymore și de soția lui. Castelul vechi al familiei pare un loc sumbru: el este înconjurat de mlaștini, din care se aude noaptea un urlet lugubru. În plus, cei doi află că un ucigaș pe nume Selden evadase din închisoare și se ascundea undeva în mlaștini. Într-una din nopți, Watson observă că majordomul merge în turn cu un sfeșnic și face semne ciudate la fereastră. Comportamentul straniu al majordomului și urletul lugubru al câinelui îi provoacă suspiciuni. Plimbându-se prin mlaștină, dr. Watson îi cunoaște în zilele următoare pe naturalistul Jack Stapleton, vecinul familiei Baskerville, și pe sora lui, Beryl. Stapleton îi spune că a venit că a venit în comitatul Devon cu doar doi ani în urmă, după ce Sir Charles se mutase acolo.
Câteva zile mai târziu, Sir Henry îi invită la cină pe frații Jack și Beryl Stapleton, precum și pe dr. Mortimer. După plecarea musafirilor, baronetul și doctorul Watson, bine băuți, îl urmăresc pe Barrymore și îl surprind făcând semne cu lumânarea la fereastră. Întrebat cu privire la semnificația semnelor făcute, majordomul refuză să răspundă, iar Sir Henry îl anunță că-l va concedia. Situația este lămurită atunci când apare soția majordomului și îi dezvăluie proprietarului că fratele ei, ucigașul Selden, se ascundea în mlaștină și că cei doi soți îl hrăneau pe ascuns. Aflați în stare de ebrietate, Sir Henry și Watson decid să-l prindă pe fugar, dar sunt surprinși de urletul teribil al unui câine și se întorc speriați la castel.

### Partea a II-a
În dimineața următoare dr. Watson află de la doamna Barrymore că Sir Charles urma să aibă o întâlnire cu o femeie în noaptea morții sale, potrivit unei scrisori semnate L.L. care fusese parțial arsă în șemineu. El o identifică pe L.L. cu Laura Lyons, fiica bătrânului avocat Frankland. Laura îl informează pe Watson că, fiind într-o stare materială precară, fusese ajutată financiar atât de Sir Charles, cât și de Stapleton. Situația devine tot mai încurcată după ce doctorul află atât de la Frankland, cât și de la Barrymore că un alt bărbat, în afară de Selden, se ascunde în mlaștină. În acest timp Sir Henry, care se îndrăgostise de Beryl, începe să se plimbe tot mai des prin mlaștină, iar câinele Snoppy al doctorului Mortimer dispare acolo și nu mai este găsit.
Watson devine tot mai îngrijorat că Sir Henry ar putea păți ceva rău și începe să exploreze mlaștina, găsindu-l ascuns în niște ruine pe Sherlock Holmes, care venise să facă cercetări fără ca localnicii să știe de prezența sa. În timpul conversației, Holmes și Watson aud urletul unui câine și țipătul unui bărbat țipând și aleargă spre acel loc, unde-l găsesc mort pe evadatul Selden, care era îmbrăcat în hainele lui Sir Henry. Detectivul sosește la castel și, examinând galeria portretelor de familie, observă că unul dintre strămoșii lui Sir Henry semăna foarte mult cu Jack Stapleton. Această asemănare uimitoare îl face să creadă că Stapleton era un membru al familiei Baskerville și că provocase moartea lui Sir Charles, iar acum urmărea să-l înlăture pe Sir Henry, folosind-o ca momeală pe soția sa, Beryl, care trecea drept sora sa.
Pentru a-l prinde pe criminal în flagrant, Holmes îl convinge pe Sir Henry să accepte invitația la cină a lui Jack Stapleton și apoi îl cheamă pe inspectorul Lestrade de la Londra. Holmes, Watson și Lestrade supraveghează casa lui Stapleton și observă cum, chiar înainte ca Sir Henry să plece, gazda eliberează un mastiff uriaș cu botul uns cu fosfor. Câinele îl atacă pe Sir Henry, dar Lestrade ucide câinele cu mai multe focuri de revolver. Văzând ce s-a întâmplat, Jack Stapleton încearcă să scape și se ascunde în mijlocul mlaștinii Grimpen, unde fusese ținut câinele, dar este urmărit și se îneacă după ce greșește drumul pe întuneric.
Sir Henry este îngrijit de dr. Mortimer, iar cei doi detectivi se întorc la Londra. Acolo Sherlock Holmes îi dezvăluie lui Watson că Jack Stapleton era nepotul lui Sir Charles și vărul lui Sir Henry și trăise un timp în America de Sud, unde se căsătorise cu Beryl Garcia. Urmărit pentru fraudă, a fugit în Anglia, unde și-a schimbat numele de familie în Vandeler și a deschis o școală particulară în Yorkshire, dar a rămas curând fără bani și a intenționat să pună mâna pe averea familiei. A luat numele Stapleton și s-a stabilit în vecinătatea moșiei Baskerville Hall și, după ce a auzit de legenda câinelui de la Sir Charles, a provocat moartea acestuia. Apariția lui Sir Henry l-a determinat să caute o nouă soluție pentru înlăturarea rivalului.

## Distribuție
- Vasili Livanov⁠(d) — Sherlock Holmes, celebru detectiv englez[1][2][4][14]
- Vitali Solomin⁠(d) — dr. Watson, asociatul și prietenul lui Holmes[1][2][4][14]
- Rina Zelionaia — doamna Hudson, proprietara locuinței lui Holmes[1][2][14]
- Irina Kupcenko — Beryl Stapleton, sora lui Stapleton[1][2][4][14][15]
- Nikita Mihalkov — Sir Henry Baskerville, noul stăpân al moșiei Baskerville Hall[1][2][4][14][15]
- Alla Demidova⁠(d) — Laura Lyons, fiica dlui Frankland / fiica fermierului, captiva lui Sir Hugo[1][2][14][15][16]
- Svetlana Kriucikova — Eliza Barrymore, soția majordomului, menajera familiei Barrymore[2][4][14]
- Aleksandr Adabașian — John Barrymore, majordomul familiei Baskerville[2][4][14]
- Borislav Brondukov — inspectorul Lestrade de la Scotland Yard[1][2][14]
- Serghei Martinson — dl Frankland, avocat pensionar[1][2][14][15]
- Evgheni Steblov — dr. James Mortimer, medicul satului Grimpen[2][4][14][15]
- Oleg Iankovski — Jack Stapleton, vecinul familiei Baskerville / Sir Hugo Baskerville, strămoșul lui Sir Henry[2][4][14][15][17]
- Oleg Belov⁠(d) — birjarul care conduce birja nr. 2704[14]
- Dmitri Bessonov — dl Butler, proprietarul unei agenții de livrări[14]
- Oleg Palmov — șeful oficiului poștal din Grimpen[14]
- A. Hudeev[14]
- R. Cirov[14]
- Paul Leomar — condamnatul evadat Selden, fratele Elizei Barrymore (nemenționat)[14]

### Dublaj de voce
- Igor Efimov⁠(d) — inspectorul Lestrade[14]

## Producție

### Miniserialul

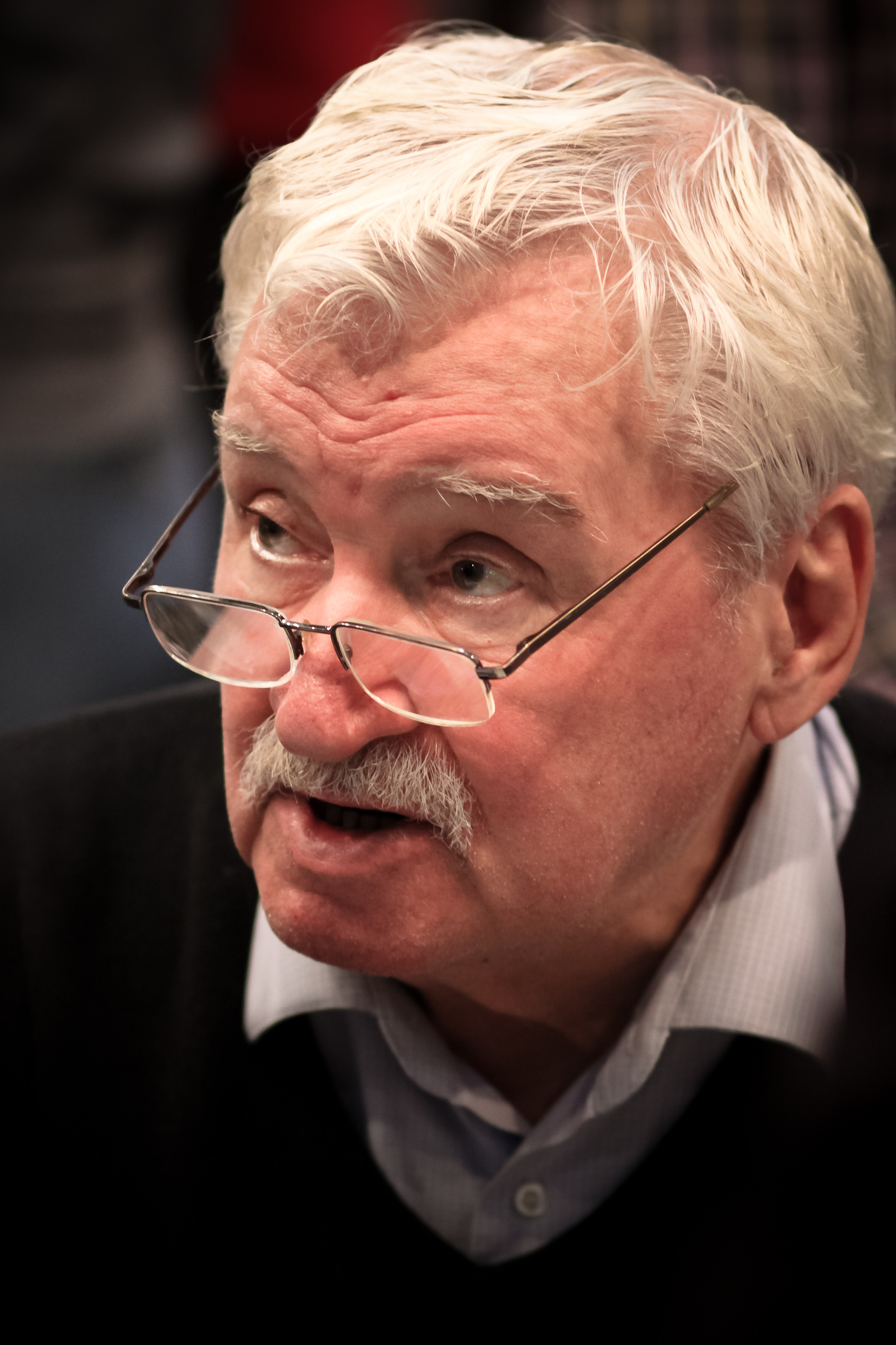
Regizorul Igor Maslennikov (2011)

La sfârșitul anilor 1970 scenariștii Iuli Dunski și Valeri Frid au scris un scenariu inspirat din câteva povestiri cu Sherlock Holmes și l-au prezentat, din proprie inițiativă, Studioului de film din Leningrad (Lenfilm). Cineastul Igor Maslennikov, care era atunci șeful asociației de creație a filmelor de televiziune la Studioul de film din Leningrad, a citit scenariul și i-a plăcut, cu toate că el nu era un mare fan al literaturii polițiste. Plictisit de viața cenușie a acelor ani, Maslennikov a acceptat să realizeze un film de televiziune a cărui acțiune avea loc într-un alt spațiu geografic. Realizarea acestei adaptări reflecta, potrivit profesoarei Catharine Theimer Nepomnyashchy de la Columbia University, „dorința de a se sustrage rigorilor și dezamăgirilor politice, precum și capcanelor epocii”, iar regizorul susținea că dorea „să se joace de-a britanicii”, ceea ce i se părea un „infantilism pentru adulți”.
Miniserialul de televiziune urma să fie format din cinci părți (episoade), iar filmarea sa a început în anul 1979 pe străzile orașului eston Riga, pe care producătorii le-au considerat a fi „foarte asemănătoare” cu străzile Londrei. Rolurile principale au fost atribuite actorilor ruși Vasili Livanov⁠(d) (Sherlock Holmes) și Vitali Solomin⁠(d) (dr. Watson). Cele cinci episoade ale miniserialului au ecranizat romanele Un studiu în roșu (1887) și Semnul celor patru (1890) și povestirile „Scandal în Boemia” (1891) și „Aventura bandei pătate” (1892) ale lui Arthur Conan Doyle.
Primul film al seriei, care a avut două părți, a fost lansat în anul 1979 și a devenit curând foarte popular în Uniunea Sovietică. Astfel, ca urmare a solicitării unui număr mare de telespectatori, Televiziunea Centrală a Uniunii Sovietice a hotărât continuarea miniserialului cu noi episoade. Scenariile acestor filme erau destul de fidele textului original, iar miniserialul a devenit foarte popular în Uniunea Sovietică, grație atenției mari pentru detalii a lui Maslennikov și a interpretărilor de bună calitate. O dovadă suplimentară a popularității acestor filme a reprezentat-o dezvelirea la 27 aprilie 2007 a unei statui din bronz a lui Holmes și Watson (interpretați de Vasili Livanov și Vitali Solomin) pe cheiul Smolenskaia naberejnaia din Moscova, în apropierea sediului Ambasadei Marii Britanii.
| “ | Faptul că am realizat «Câinele» a fost vina spectatorilor, care nu ne-au dat pace: „Dacă ați făcut deja Sherlock Holmes, atunci cum puteți trece pe lângă o capodoperă precum «Câinele din Baskerville»?” Toate acestea s-au întâmplat într-o epocă în care telespectatorii încă scriau scrisori. La Televiziunea Centrală erau saci întregi de scrisori care cereau o continuare. Dar trebuie să recunosc că de data aceasta nu a durat mult timp să mă convingă. Au intrat în joc numere «mistice». Anterior am făcut două filme cu câte două și trei episoade. Apoi ne-am gândit așa: ar fi frumos să încheiem ciclul cu un «Câine» în două părți și cu numere frumoase – trei filme, șapte episoade. Dar, după cum știți, acesta nu a fost sfârșitul... (Igor Maslennikov) | ” |

### Ecranizarea mai veche
Filmul lui Maslennikov este a doua ecranizare sovietică a romanului Câinele din Baskerville. O primă ecranizare sovietică, realizată tot pentru televiziune și intitulată Câinele din Baskerville⁠(ru)[traduceți] (Собака Баскервилей), a fost regizată de Antonina Zinovieva⁠(ru)[traduceți] după un scenariu scris de Nina Gherman și a fost difuzată în premieră la 31 mai 1971 de Televiziunea Centrală a Uniunii Sovietice. Rolurile principale au fost interpretate acolo de Nikolai Volkov jr.⁠(ru)[traduceți] (Sherlock Holmes) și Lev Kruglîi⁠(ru)[traduceți] (dr. Watson), în timp ce rolurile secundare au fost atribuite unor actori cunoscuți ca Oleg Șklovski⁠(d) (Sir Henry Baskerville), Anatoli Adoskin (dr. Mortimer), Aleksandr Kaidanovski (Stapleton), Ekaterina Gradova⁠(d) (Beryl Stapleton), Grigori Leampe⁠(d) (John Barrymore), Valentina Smelkova⁠(d) (Laura Lyons), Viktor Kamaev (Lestrade), Antonio Pinto-Gomez (Cartwright), Kirill Glazunov⁠(d) (Selden) etc.
Adaptarea de televiziune din 1971, formată tot din două părți, este destul de fidelă romanului original și conține decoruri destul de apropiate mediului englezesc, ceea ce o face ușor de urmărit de spectatorii nevorbitori de limba rusă. Acțiunea acestui film este înlocuită în mare parte cu dialoguri, presărate pe alocuri cu flashbackuri, și conține, la fel ca alte adaptări sovietice cu Sherlock Holmes, o exprimare directă a anglofobiei rusești și o sugestie a implicării active a lui Sir Charles în mișcarea reformatoare a Partidului Liberal. Majoritatea filmărilor au fost efectuate în studio, cu excepția unor cadre exterioare nocturne din mlaștini, inclusiv un cadru în care apare câinele cu fața fosforescentă: clădirile din roman (apartamentul de pe 221B Baker Street, castelul Baskerville Hall, coliba din mlaștină unde se ascunde Holmes) au fost reconstruite pe platourile de filmare, iar scenele petrecute în aer liber (pe străzile Londrei, în tren sau în trăsură) lipsesc, ceea ce conferă ecranizării un aer de reprezentație teatrală. Câinele folosit aici este un dog german, al cărui cap negru a fost pictat cu dungi ce închipuie un craniu alb. Potrivit criticului Kim Newman, Sherlock Holmes este, în interpretarea lui Volkov, un personaj „sumbru și amenințător”, în timp ce dr. Watson constituie, în interpretarea lui Kruglîi, o contrapondere „ușor fadă”.
Vasili Livanov considera că ecranizarea sovietică din 1971 era nereușită și dispăruse, din acest motiv, din memoria colectivă. Din cauza existenței acestui film, Serghei Lapin, președintele Comitetului de Stat pentru Televiziune și Radiodifuziune, a anulat inițial filmarea unei noi ecranizări, dar și-a dat acordul atunci când Livanov l-a informat că actorul Lev Kruglîi, interpretul lui Watson din acel film, emigrase în Occident și făcuse declarații calomnioase la adresa Uniunii Sovietice.

### Scenariul filmului
Câinele din Baskerville a fost produs de compania sovietică Lenfilm ca al treilea film al miniserialului TV Aventurile lui Sherlock Holmes și ale doctorului Watson și a fost regizat de cineastul rus Igor Maslennikov. Prin realizarea acestui film în două părți, miniserialul Aventurile lui Sherlock Holmes și ale doctorului Watson a fost extins la șapte părți (episoade). Rolurile principale sunt interpretate de actorii Vasili Livanov⁠(d) (Sherlock Holmes), Vitali Solomin⁠(d) (dr. Watson), Nikita Mihalkov (Sir Henry Baskerville) și Oleg Iankovski (Stapleton). Scenariul acestui film, scris de Maslennikov în colaborare cu operatorul Iuri Veksler, a fost inspirat din romanul Câinele din Baskerville (1902) al scriitorului englez Sir Arthur Conan Doyle, care urmărește investigația detectivului englez Sherlock Holmes și a asociatului său, doctorul Watson, cu privire la moartea misterioasă a lui Sir Charles Baskerville în urma unui blestem străvechi ce implică un înspăimântător câine diabolic. A fost urmată în mare măsură intriga cărții, ceea ce face să existe doar unele diferențe minore între scenariu și sursa literară de inspirație.
Majoritatea personajelor au fost păstrate, cu relațiile și valorile morale, iar dialogurile sunt reproduse aproape identic, cu alterări mici de traducere. Personajele principale reflectă stereotipurile rusești cu privire la englezi: detectivul Sherlock Holmes păstrează, în versiunea creată de Livanov, trăsăturile stereotipe ale personajului în ceea ce privește îmbrăcămintea (costumul în carouri, șapca deerstalker, pipa), potrivit imaginii create de Sidney Paget, dar nu reprezintă un portret realist al unui gentleman englez din acea epocă, dr. Watson este inteligent, mai puțin slugarnic și nedispus să accepte glumele lui Holmes pe seama sa, în timp ce dr. Mortimer are o înfățișare efeminată potrivită unui om de știință, dar îndepărtată de imaginea unui burghez englez.
Spre deosebire de personajele sus-menționate, care reflectă o înțelegere greșită a societății britanice de la sfârșitul secolului al XIX-lea și nu conving, Sir Henry și personalul domestic de la Baskerville Hall par să nu fie deloc britanici, susținea profesoara Anne Furlong de la University of Prince Edward Island (Canada). Scenariștii l-au transformat pe Sir Henry Baskerville într-un cowboy dornic de distracții, afemeiat și obraznic în stil american, care a fost descris de profesoara Catharine Theimer Nepomnyashchy de la Columbia University ca un personaj „exuberant și pedant”. Sir Henry bea mult, își așează pe masă picioarele încălțate cu cizme murdare, călărește „ca un cazac” și este interesat excesiv de femei, la fel ca regele Boemiei din povestirea „Scandal în Boemia”, iar soții Barrymore nu pot trece ca personal domestic nici în cea mai îndepărtată regiune a Angliei. Regia lui Maslennikov și interpretările actorilor urmăresc să creeze, potrivit Annei Furlong, imaginea stereotipă a unei gospodării englezești existentă în mediul social rus și să convingă cenzorii și publicul că nu laudă mediul occidental, ci îl prezintă în scop de amuzament.

### Alegerea actorilor

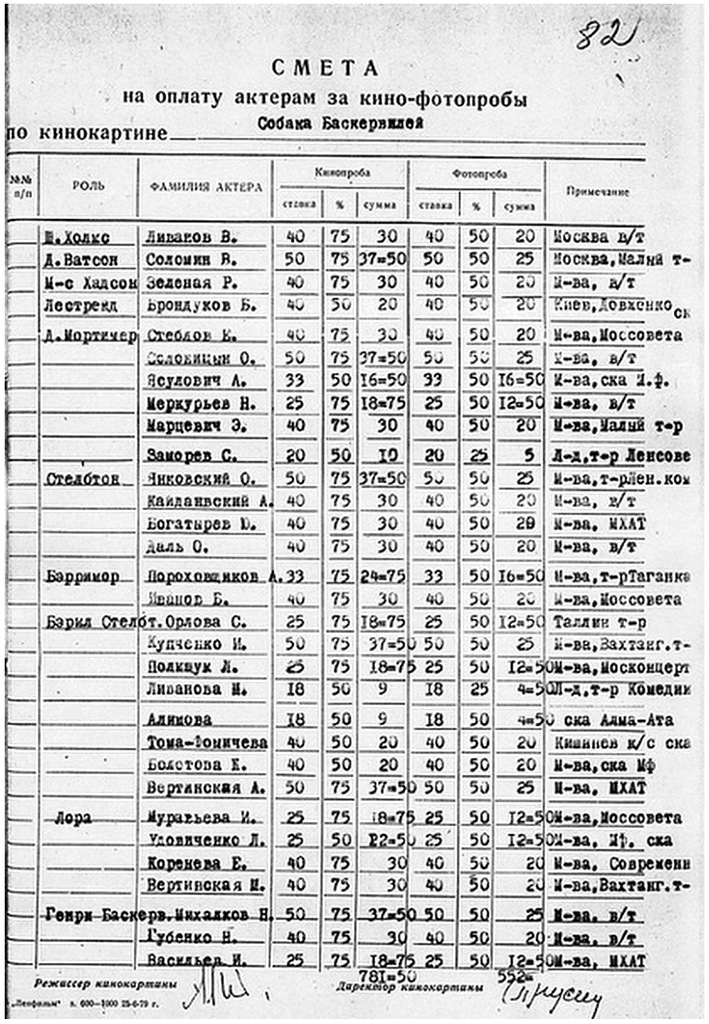
Fișa cu probele actorilor pentru filmul Câinele din Baskerville

Alegerea actorilor a fost mai dificilă, întrucât, cu excepția protagoniștilor Vasili Livanov (Holmes) și Vitali Solomin (Watson) și a interpreților secundari obișnuiți Rina Zelionaia (dna Hudson) și Borislav Brondukov (inspectorul Lestrade), au trebuit susținute probe pentru a-i găsi pe cei mai potriviți interpreți.
Primul actor propus pentru rolul lui Sir Henry Baskerville a fost Nikolai Gubenko, care a amânat mult timp un răspuns și a refuzat în ultimul moment să apară în film. Probe pentru acest rol a mai susținut și Igor Vasiliev⁠(ru)[traduceți]. Mai târziu coscenaristul Iuri Veksler și soția sa, actrița Svetlana Kriucikova, care fusese aleasă deja pentru rolul doamnei Barrymore, au avut ideea să-i propună acest rol regizorului Nikita Mihalkov, care tocmai terminase filmul Rubedeniile (1981). Temperamentalul Mihalkov a acceptat rolul lui Sir Henry și a sosit pe platoul studioului Lenfilm cu 12 zile înainte de începerea filmărilor, împreună cu prietenul său, scenograful, scenaristul și actorul Aleksandr Adabașian. Cei doi prieteni au rămas împreună pe parcursul celor 12 zile, iar, după începerea filmărilor, regizorul Maslennikov i-a oferit rolul Barrymore (care nu fusese încă distribuit) lui Adabașian, pentru ca acesta din urmă să nu-i mai distragă atenția lui Mihalkov.
Într-un interviu ulterior, Maslennikov a oferit o altă versiune a evenimentelor: Veksler a suferit un infarct, iar regizorul s-a dus la spital unde i-a găsit în jurul patului pe Svetlana Kriucikova (care nu fusese încă distribuită în film deoarece era însărcinată), pe Mihalkov și pe Adabașian și ar fi decis pe loc să le ofere roluri celor trei. Alegerea lui Oleg Iankovski s-a datorat nu numai faptului că avea un „farmec negativ”, ci și colaborării sale anterioare în mai multe filme ale lui Maslennikov.
Au susținut probe următorii actori:
- pentru rolul doctorului Mortimer: Evgheni Steblov, Anatoli Solonițîn, Igor Iasulovici⁠(en)[traduceți], Piotr Merkuriev⁠(ru)[traduceți], Eduard Marțevici⁠(en)[traduceți] și Serghei Zamorev⁠(ru)[traduceți],
- pentru rolul lui Jack Stapleton: Oleg Iankovski, Aleksandr Kaidanovski, Iuri Bogatîriov⁠(en)[traduceți] și Oleg Dal⁠(en)[traduceți] (care dublase în filmul anterior vocea profesorului Moriarty),
- pentru rolul lui Barrymore: Aleksandr Porohovșcikov⁠(en)[traduceți] și Boris Ivanov⁠(en)[traduceți],
- pentru rolul lui Beryl Stapleton: Svetlana Orlova⁠(en)[traduceți], Irina Kupcenko⁠(en)[traduceți], Liubov Polișciuk⁠(en)[traduceți], Marina Livanova⁠(ru)[traduceți], Svetlana Toma-Fomiciova, Janna Bolotova⁠(en)[traduceți] și Anastasia Vertinskaia⁠(en)[traduceți],
- pentru rolul Laurei Lyons: Irina Muraviova⁠(en)[traduceți], Larisa Udovicenko⁠(en)[traduceți], Elena Koreneva⁠(en)[traduceți] și Marianna Vertinskaia⁠(ru)[traduceți].

Artiștii emeriți (Livanov, Solomin, Mihalkov și Iankovski) au primit un onorariu de 50 de ruble pentru o zi de filmare, în timp ce restul actorilor au fost plătiți cu 30–40 de ruble pe zi.

### Locuri de filmare

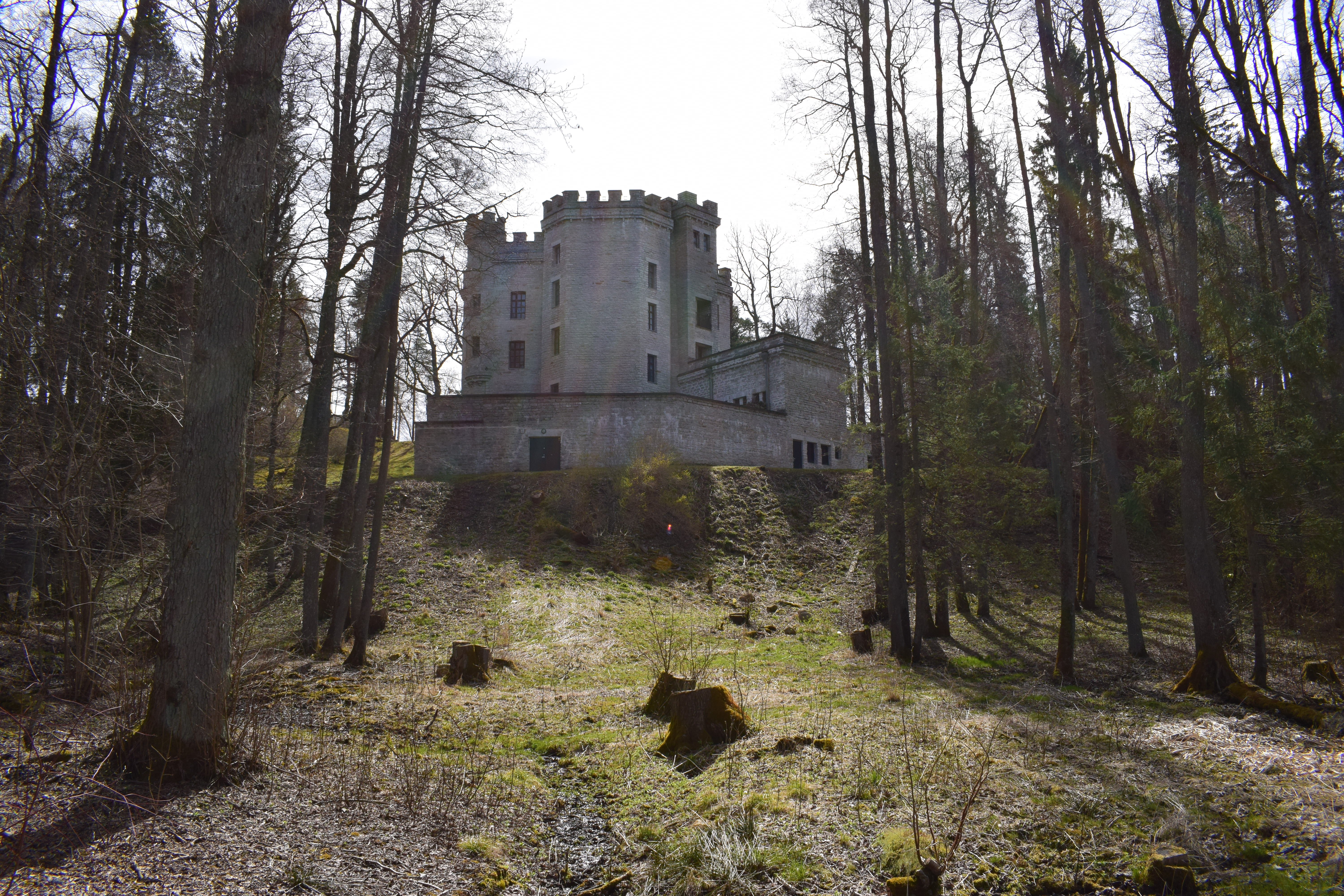
Cadavrul lui Sir Charles a fost găsit în apropierea en

Filmările au avut loc în prima jumătate a anului 1981 și s-au desfășurat în mare majoritate pe teritoriul RSS Estone (actuala Estonia). Scenele care au loc la Londra și în interiorul castelului Baskerville Hall au fost filmate în orașul Tallinn (azi capitala Estoniei). Au fost realizate filmări pe două străzi vechi din Tallinn: Hobusepea tänav⁠(et)[traduceți] (unde Holmes și Watson îi urmăresc pe Sir Henry) și pe str. Pikk⁠(et)[traduceți] (unde se află agenția lui Butler). O clădire care să țină locul Hotelului Northumberland nu a fost găsită la Tallin, așa că a fost filmată clădirea Societății Ruse de Geografie⁠(en)[traduceți] din Leningrad.
Mediul rural englezesc a fost mai dificil de reprodus, iar peisajele câmpenești din filmul lui Maslennikov par „străine” unui spectator occidental familiarizat cu relieful Angliei și cu conacele tipic englezești. Zona mlăștinoasă din Estonia, unde au fost filmate multe din întâmplările prezentate în acest film, este joasă și plată și nu seamănă cu relieful accidentat, cu dealuri și văi, al mlaștinilor din comitatul Devonshire. Satul Grimpen a fost filmat pe domeniul conacului Sagadi⁠(fr)[traduceți] din satul Sagadi⁠(en)[traduceți] (comuna Haljala, comitatul Lääne-Viru): aici au coborât din diligență Sir Henry, Watson și Mortimer și tot aici se află casa dr. Mortimer și oficiul poștal. Drumul spre Baskerville Hall trece peste un deal, care a fost în realitate depozitul de deșeuri ale combinatului chimic din satul Rebala⁠(en)[traduceți] (comuna Jõelähtme, comitatul Harju). Mlaștina Kuistlema⁠(et)[traduceți] din satul Risti (Risti)⁠(en)[traduceți] (comuna Kullamaa, comitatul Lääne) a jucat rolul celebrelor mlaștini Dartmoor⁠(en)[traduceți]. Scenografa Bella Manevici a amplasat acolo pietre verticale uriașe din carton pentru a crea un peisaj tipic englezesc.
Castelele Glehn⁠(en)[traduceți] și Maarjamäe⁠(fr)[traduceți] din periferiile Tallinului au ținut locul castelului Baskerville Hall. Castelul Glehn din subdistrictul Hiiu⁠(en)[traduceți] apare în scena în care dr. Mortimer povestește legenda familiei Baskerville din secolul al XVII-lea, cu captiva care coboară pe iedera de la fereastra turnului, iar Castelul Maarjamäe din subdistrictul Maarjamäe⁠(en)[traduceți] (construit pentru contele Anatoli Orlov-Davîdov⁠(ru)[traduceți] și care găzduiește acum o parte din colecțiile Muzeului de Istorie al Estoniei⁠(en)[traduceți]) apare în scenele care au loc în secolul al XIX-lea.
Muzeul Ants Laikmaa⁠(et)[traduceți] din satul Kadarpiku⁠(en)[traduceți] (comuna Lääne-Nigula⁠(en)[traduceți], comitatul Lääne) a fost casa Merripit a familiei Stapleton, iar Vila Juuliku⁠(et)[traduceți] (1929) din satul Juuliku⁠(en)[traduceți] (comuna Saku, comitatul Harju) a fost casa Lafter Hall a dlui Frankland. Locul unde a stat ascuns Sherlock Holmes a fost amenajat în ruinele vechii mori de vânt din Vaikna⁠(et)[traduceți] (azi în satul Laukna⁠⁠(en)[traduceți] din comitatul Rapla). O parte din traseul trăsurii și fuga de-a lungul unui deal a lui Stapleton au avut loc în zona străzii Kadaka⁠(et)[traduceți] din Tallinn, unde erau în anii 1980 o carieră abandonată de calcar și o pădure de pini. Atacurile câinelui au fost filmate pe parcursul a cinci nopți în carierele abandonate de piatră din satul Pudost⁠(ru)[traduceți] aflat la 7 km nord de Gatcina (raionul Gatcina⁠(en)[traduceți], regiunea Leningrad).

### Filmări
Realizatorii filmului au urmărit să reproducă mediul social din Anglia de la sfârșitul secolului al XIX-lea, fără a putea reproduce identic decorurile, costumele și recuzita specifică epocii, precum și comportamentul tipic burgheziei engleze. Ca urmare a neputinței de a replica unele elemente, s-a decis să se reproducă într-o măsură cât mai asemănătoare, iar rezultatul a fost amestecul de elemente străine (englezești) cu elemente autohtone precum includerea samovare în serviciile de servire a ceaiului sau a unor comportamente stereotipe ale personalului domestic rus. Decorurile, costumele și recuzita sunt „în mod clar rusești”, susținea profesoara Anne Furlong, și datează de la sfârșitul secolului al XIX-lea, din perioada de declin a regimului țarist. Maslennikov a intenționat să creeze un contrast între bătrâna Anglie și noua Americă: astfel Sir Henry vine de pe tărâmul sălbatic al Americii îmbrăcat o haină de blană de lup și cere să mănânce carne și să bea vin, dar este servit la masă cu un terci englezesc din fulgi de ovăz. Terciul a fost gătit de asistentul însărcinat cu recuzita și era atât de gustos, încât întreaga echipă de filmare a mâncat din el. Situația comică a servirii de terci la orice masă în acest film a devenit ulterior un subiect de glumă în societatea rusă, iar rușii au început să asocieze bucătăria englezească cu terciul.
Actorii au folosit diferite trucuri pentru ca filmările să fie mai distractive. Astfel, Adabașian și Solomin au introdus un conflict aparent între personajele lor, Barrymore și Watson, conflict care nu apărea în scenariu. Actrița Svetlana Kriucikova, care era însărcinată în timpul filmărilor, s-a temut că starea de deprimare și plânsul continuu al personajului ei (doamna Barrymore) o va face să piardă sarcina, așa că a schimbat textul, inventând, cu ajutorul lui Adabașian, o poveste pe care a rostit-o zâmbind. Mihalkov a încercat la început să comande el pe platoul de filmare, dirijându-i pe ceilalți actori, dar a fost temperat repede de Maslennikov care i-a spus că filmul trebuia să aibă un singur regizor.
Atmosfera de pe platoul de filmare a fost una veselă tipică petrecerilor de familie: Nikita Mihalkov și Vasili Livanov au băut mult în pauzele dintre filmări, iar, în acest timp, Irina Kupcenko și Oleg Iankovski au devenit atât de apropiați, încât s-a vorbit chiar de o relație amoroasă între ei. Vasili Livanov a amuzat echipa de filmare prin farsele pe care le-a făcut unor colegi și chiar regizorului. Actorii s-au străduit mult pentru ca filmul să fie reușit: Mihalkov a călărit cu atâta forță încât calul a leșinat din cauza efortului, iar Vitali Solomin a făcut frecvent naveta cu trenul între Leningrad și Moscova pentru a lua parte la repetițiile zilnice de la Teatrul Mic din Moscova⁠(en)[traduceți] (unde era angajat ca actor) pentru spectacolul organizat cu ocazia viitorului congres al partidului⁠(en)[traduceți]. Textul pergamentului vechi cu legenda câinelui din Baskerville este format dintr-un grup de cuvinte scrise la întâmplare de artistul Viktor Okovitîi.
Alegerea câinelui a fost dificilă, deoarece nimeni nu știa cum ar trebui să arate fiara monstruoasă, și au fost testate exemplare canine din mai multe rase. Realizatorii au tras mai multe cadre cu un pechinez cu un ochi zgâriat de o pisică, dar nu au fost mulțumiți de rezultat, iar cineva a venit la un moment dat cu ideea să folosească un vițel în rolul câinelui. A fost ales în cele din urmă un dog negru prietenos pe nume Țiklon (Циклон) care, pentru a fi cât mai înspăimântător, așa cum apare în roman, a fost acoperit inițial cu bandă reflectorizantă, folosită pentru indicatoarele rutiere. Realizatorii s-au gândit apoi să vopsească animalul cu fosfor, o substanță periculoasă care putea cauza pierderea mirosului și chiar orbirea, dar proprietarii câinelui nu au fost de acord. Maslennikov a avut ideea confecționării unei măști, iar artistul Viktor Okovitîi a confecționat o mască din catifea neagră pe care a lipit forma unui craniu fosforescent din bandă reflectorizantă și a aplicat un amestec special din spumă de spălat. Filmările au fost repetate de șase ori deoarece animalul se oprea atunci când vedea lumina puternică a reflectoarelor și nici nu reacționa agresiv atunci când „era împușcat”. Au fost propus mai multe soluții (inclusiv împușcarea în picior cu un glonte din sârmă de tablă) până când câinele, obosit de atâtea sărituri, a început să se poticnească. Actorului Nikita Mihalkov i-a fost frică să joacă în acea scenă împreună cu câinele, așa că cei doi au fost filmați separat, iar mai apoi cadrele au fost combinate. Câinele a fost răsplătit ulterior, pentru răbdarea dovedită, cu un tort pe care l-a mâncat împreună cu cutia. Vocea înspăimântătoare a câinelui a fost realizată prin combinarea într-un laborator din Moscova a sunetelor scoase de un leu, un urs și un câine. Pentru cadrele apropiate ale feței câinelui a fost folosit un cap fals de câine, care a fost manevrat de regizorul secund Arkadi Tigrai.
Directorul de imagine al filmului trebuia să fie Iuri Veksler, care filmase cele două filme anterioare cu Sherlock Holmes și a filmat apoi următoarele două filme, dar experimentatul operator a suferit pe neașteptate un infarct și a fost internat în spital. Locul lui a fost preluat de operatorii Dmitri Dolinin (pentru scenele interioare) și Vladimir Ilin (pentru scenele exterioare). Decorurile filmului au fost proiectate de scenografa rusă Bella Manevici, iar sunetul a fost înregistrat de inginera Asea Zvereva. Muzica a fost compusă de compozitorul sovietic de origine rusă Vladimir Dașkevici și interpretată de Orchestra Filarmonicii de Stat din Leningrad, sub bagheta dirijorului Emin Haciaturian. Montajul peliculei a fost realizat de Liudmila Obrazumova. Filmul are două părți aproximativ egale. Durata filmului este de 154 de minute.

## Lansare
Filmul sovietic Câinele din Baskerville a fost difuzat în premieră în ziua de sâmbătă 25 iulie 1981 de Televiziunea Centrală a Uniunii Sovietice, începând de la ora 19,45. Succesul public al filmului a determinat distribuirea sa și în alte țări. Filmul a rulat pe 29 aprilie 1982 la televiziunea est-germană DFF 2 într-o versiune scurtată de 124 de de minute cu subtitrare în limba germană. Aproximativ un an mai târziu a fost prezentată și o versiune dublată în germană, în care vocea lui Sherlock Holmes a fost dublată de Wolfgang Lohse⁠(de)[traduceți] și cea a dr. Watson de Erik Veldre⁠(de)[traduceți]. Postul britanic BBC a difuzat o versiune scurtată a filmului (două părți de 52 min.), care a fost bine primită de critici, iar recenzia publicată în ziarul Daily Mirror a inclus un citat al prim-ministrului Margaret Thatcher conform căruia personajul Sherlock Holmes din acest film era cel mai bine interpretat din toate ecranizările pe care ea le văzuse.
Succesul miniserialului și popularitatea dobândită de interpretul lui Sherlock Holmes l-au determinat în anul 1988 pe Vasili Livanov să fondeze teatrul experimental „Detektiv” (Детектив) din Moscova, care avea misiunea „să contribuie la educarea morală și estetică a personalului din poliție și la promovarea profesiei”. Ideea înființării unui teatru pentru reprezentarea ficțiunii polițiste i-a fost dată de vechiul său prieten, scriitorul Iulian Semionov, care era cunoscut ca autor al unei serii de romane cu agentul secret sovietic Stierlitz și îndeplinea atunci funcția de președinte al Asociației Internaționale a Romanelor Polițiste și Politice. Teatrul a fost organizat de Livanov și Solomin, care au cumpărat în acest scop de la studioul Lenfilm costumele folosite la filmarea miniserialului cu Sherlock Holmes, a închiriat spațiile Casei Centrale a Ofițerilor din Ministerul Afacerilor Interne și a fost inaugurat în februarie 1989 cu reprezentația piesei Executantul (Исполнитель), scrisă de Vladimir Valuțki și Vasil Livanov, inspirată de conspirația din 1953 a lui Lavrenti Beria și pusă în scenă de Livanov. Repertoriul teatrului urma să fie format din adaptări ale unor clasici ai literaturii polițiste precum Edgar Allan Poe, Arthur Conan Doyle, Agatha Christie, Georges Simenon, Graham Greene etc., iar Livanov plănuia să facă două-trei spectacole pe an. Teatrul „Detektiv” a fost finanțat de Comitetul Cultural al Primăriei Moscovei până la mijlocul anului 1992, când contractul a fost reziliat, iar actorii au decis să-l părăsească pe directorul artistic Vasili Livanov, pe care l-au acuzat că a perturbat activitatea instituției din cauza problemelor cu alcoolul.
Cu toate acestea, la fel ca și celelalte filme ale miniserialului sovietic, Câinele din Baskerville a fost destul de puțin cunoscut în țările vorbitoare de limba engleză, dar a fost descoperit odată cu lansarea lui pe DVD. O versiune complet restaurată a filmului a fost lansată pe DVD în anul 2000 de compania Twister și în 2007 de asociația cinematografică „Krupnîi plan” (Крупный план). DVD-ul Twister are sunet Dolby Digital 5.1, subtitrări în rusă și engleză și, ca bonus, versiunea completă a jocului rusesc pe calculator „Шерлок Холмс:Возвращение Мориарти”. DVD-ul Krupnîi plan are sunet Dolby Digital 5.1 și 1.0, dar nu conține subtitrări și nici materiale bonus. La sfârșitul anului 2013 asociația „Krupnîi plan” a lansat și o versiune Blu-ray restaurată. Miniserialul a devenit curând bine cunoscut pe plan internațional, fiind considerat „impresionant” de criticul englez Kim Newman.

## Aprecieri critice
Majoritatea criticilor și istoricilor de film analizează episoadele miniserialului sovietic în ansamblul lor. Astfel, istoricul de film britanic Mark Aldridge, lector de istoria filmului și televiziunii la Universitatea Solent din Southampton, evidențiază că filmele acestui miniserial respectă în mare măsură textul original, au distribuții formate din actori valoroși și sunt interesante mai ales prin amestecul neobișnuit a două culturi diferite ce iese în evidență mai ales în alegerea spațiilor exterioare de filmare (stilul arhitectonic al clădirilor din Riga și Tallinn, care este diferit de cel al clădirilor din Londra). Unii critici englezi au susținut chiar că interpretarea lui Vasili Livanov este cea mai bună interpretare a detectivului Sherlock Holmes de pe continentul european, iar regina Elisabeta a II-a l-a decorat pe Livanov cu Ordinul Imperiului Britanic în semn de recunoaștere a calității artistice a interpretării acestui rol. Interpretarea lui Vitali Solomin a doctorului Watson a fost, de asemenea, elogiată de critici. Fanii detectivului englez consideră acest miniserial drept una dintre adaptările cele mai fidele, care au fost realizate vreodată.
Câinele din Baskerville a avut parte de recenzii critice favorabile atât în Uniunea Sovietică, cât și în țările occidentale. Astfel, criticul englez Kim Newman, specializat în istoria cinematografiei horror, îl descria ca o ecranizare „splendidă” în lucrarea sa, Nightmare Movies : Horror on Screen since the 1960s (2011), în timp ce profesoara Anne Furlong de la University of Prince Edward Island (Canada) îl considera „remarcabil prin amestecul de autohtonism și exotism”. Analiza critică a Annei Furlong a subliniat fidelitatea adaptării față de sursa literară de inspirație, păstrarea dialogului și a majorității personajelor, dar, în același timp, a scos în evidență neputința producătorilor de a reproduce decorurile, costumele și recuzita specifică Angliei de la sfârșitul secolului al XIX-lea, sărăcia de idei în amenajarea spațiilor interioare și înțelegerea defectuoasă a mediului social al burgheziei engleze ca urmare a manifestării în mediul rusesc a unor idei stereotipe cu privire la englezi.
| “ | Receptarea adaptării se sprijină astfel pe un set de ipoteze contextuale complexe, adesea incompatibile. Identitatea națională este simultan întărită și destabilizată de autohtonizarea poveștii lui Holmes. Tratamentul ironic al personajelor engleze și americane sugerează superficialitatea Occidentului și a ifoselor sale, în timp ce recrearea meticuloasă a trecutului imperial îl îndepărtează ermetic de prezentul imperial și îl face inofensiv. Dar răsfățarea gusturilor din Imperiul Victorian – pentru podoabe, pentru afișarea la vedere a bogăției, pentru saturarea poftelor și dorințelor – contrastează puternic cu constrângerile din cel sovietic, subminând pretențiile acestuia din urmă de superioritate inerentă. (Anne Furlong) | ” |

Enciclopedia cinematografică germană Lexikon des internationalen Films descrie sec acest film: „O altă adaptare cinematografică a operei clasice a lui Sir Arthur Conan Doyle dintr-o perspectivă sovietică.”.

## Trivia
Monetăria din Noua Zeelandă a lansat o serie specială de monede de argint de 2 dolari dedicate povestirilor cu Sherlock Holmes, iar pe aversul lor sunt folosite imagini statice din miniserialul sovietic (inclusiv din Câinele din Baskerville).

## Locuri de filmare

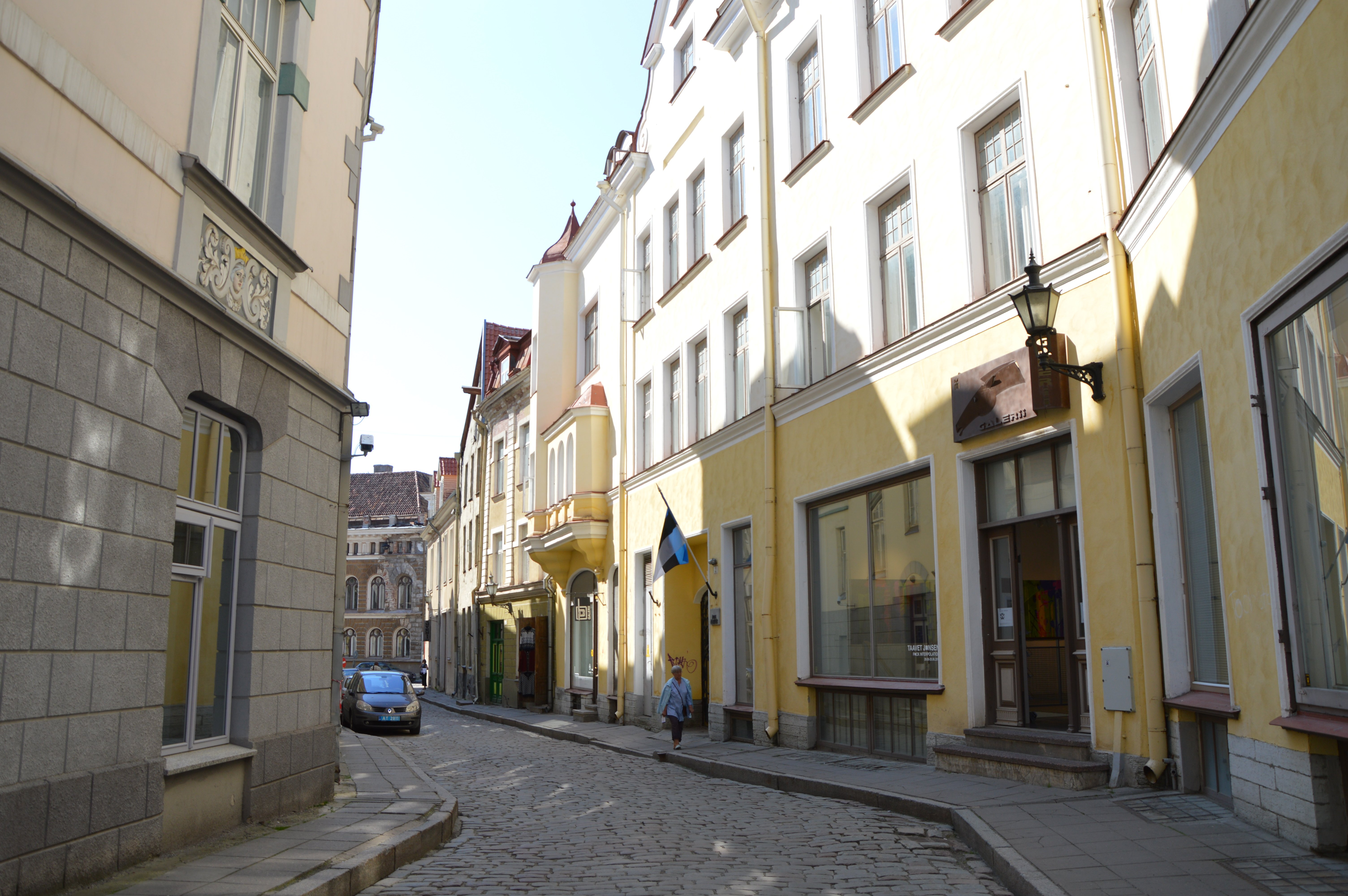
Hobusepea tänav⁠(et)[traduceți] din Tallinn a ținut locul unei străzi londoneze (Regent Street)
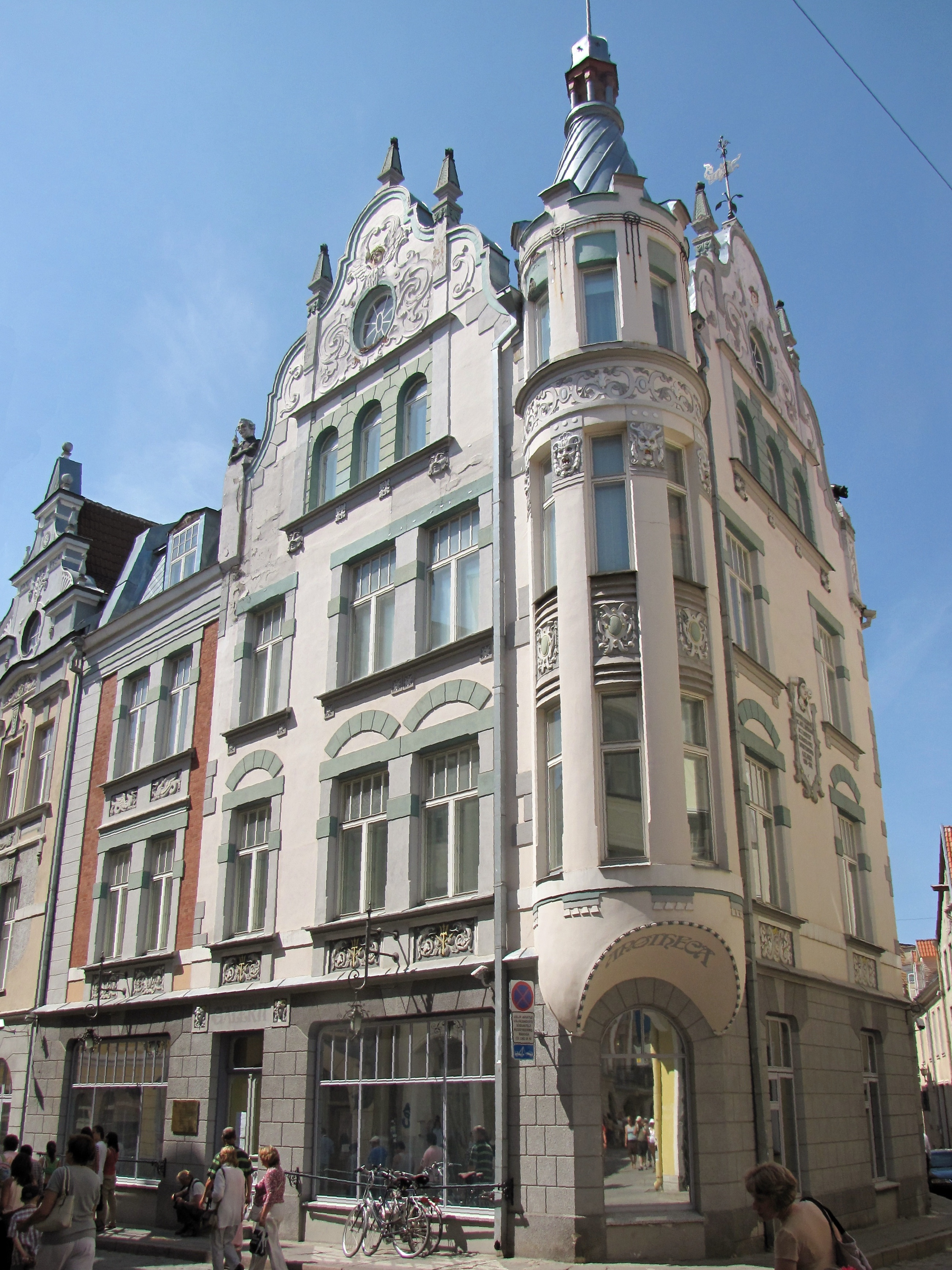
Casa Reichmann⁠(et)[traduceți] de pe str. Pikk⁠(et)[traduceți] 23/25 din Tallinn
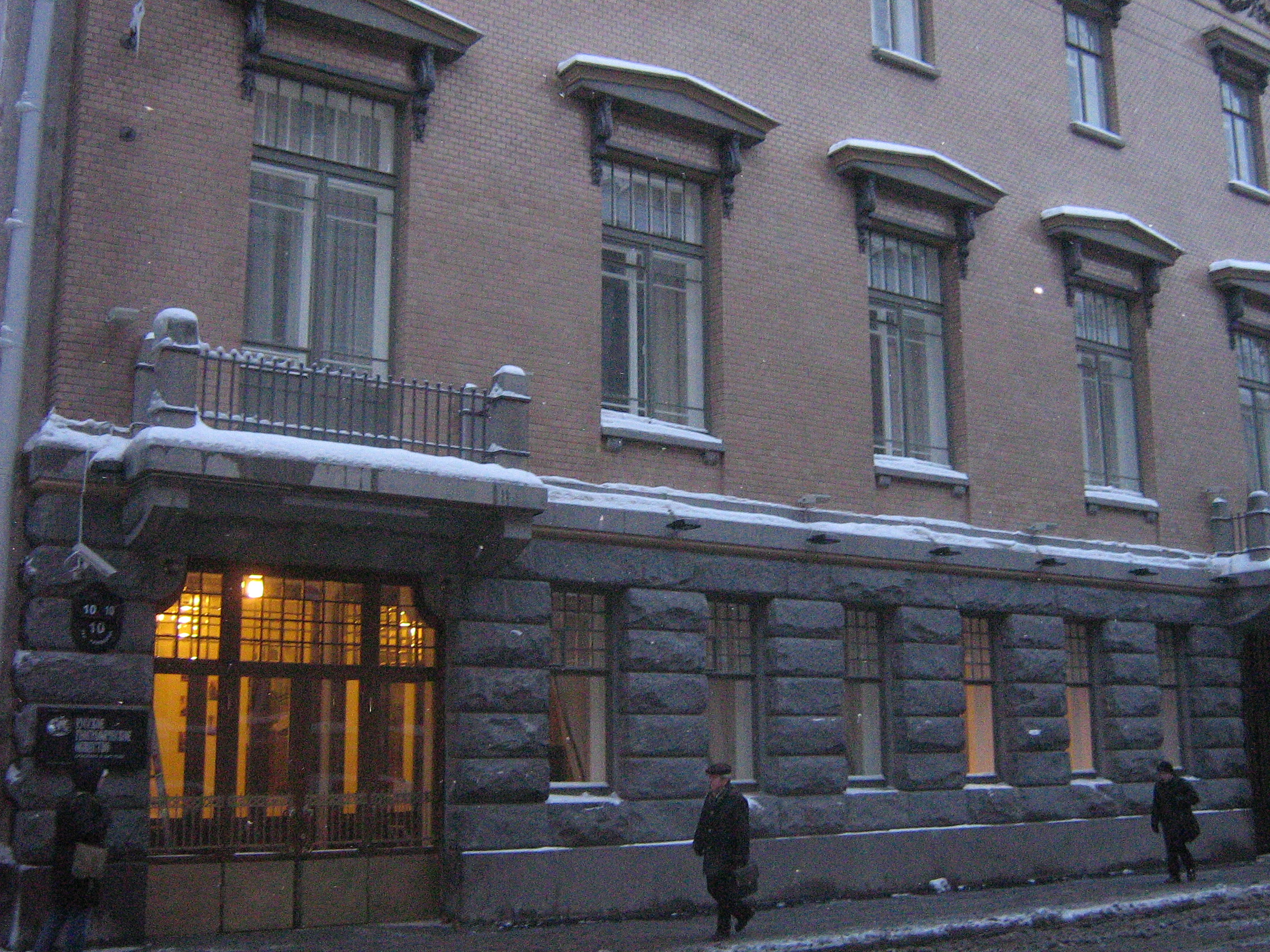
Clădirea Societății Ruse de Geografie⁠(en)[traduceți] din Leningrad a servit pe post de Hotelul Northumberland
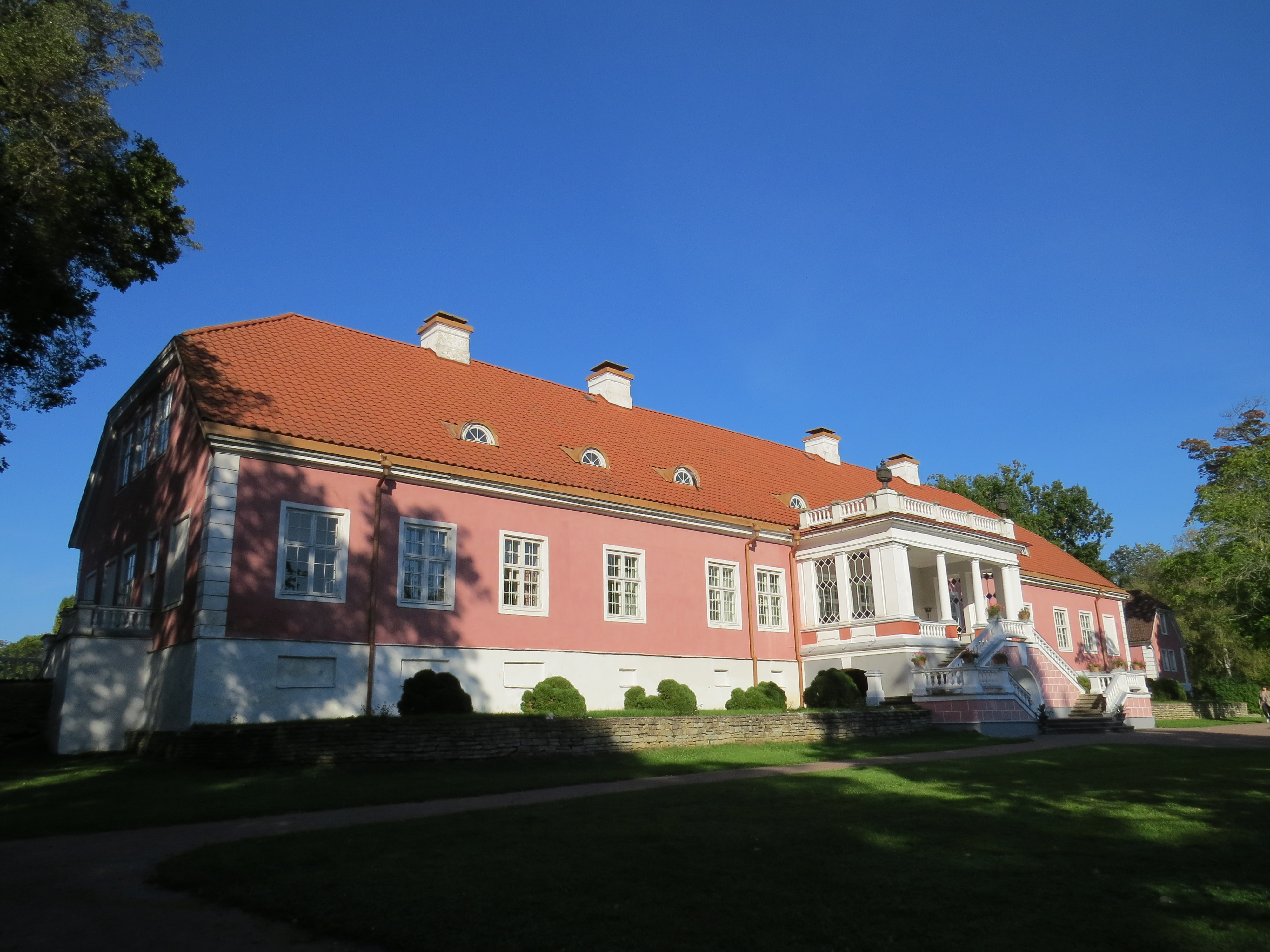
Conacul Sagadi⁠(fr)[traduceți] din satul Sagadi⁠(en)[traduceți] (comuna Haljala, comitatul Lääne-Viru) – clădirea din satul Grimpen, unde locuiește dr. Mortimer
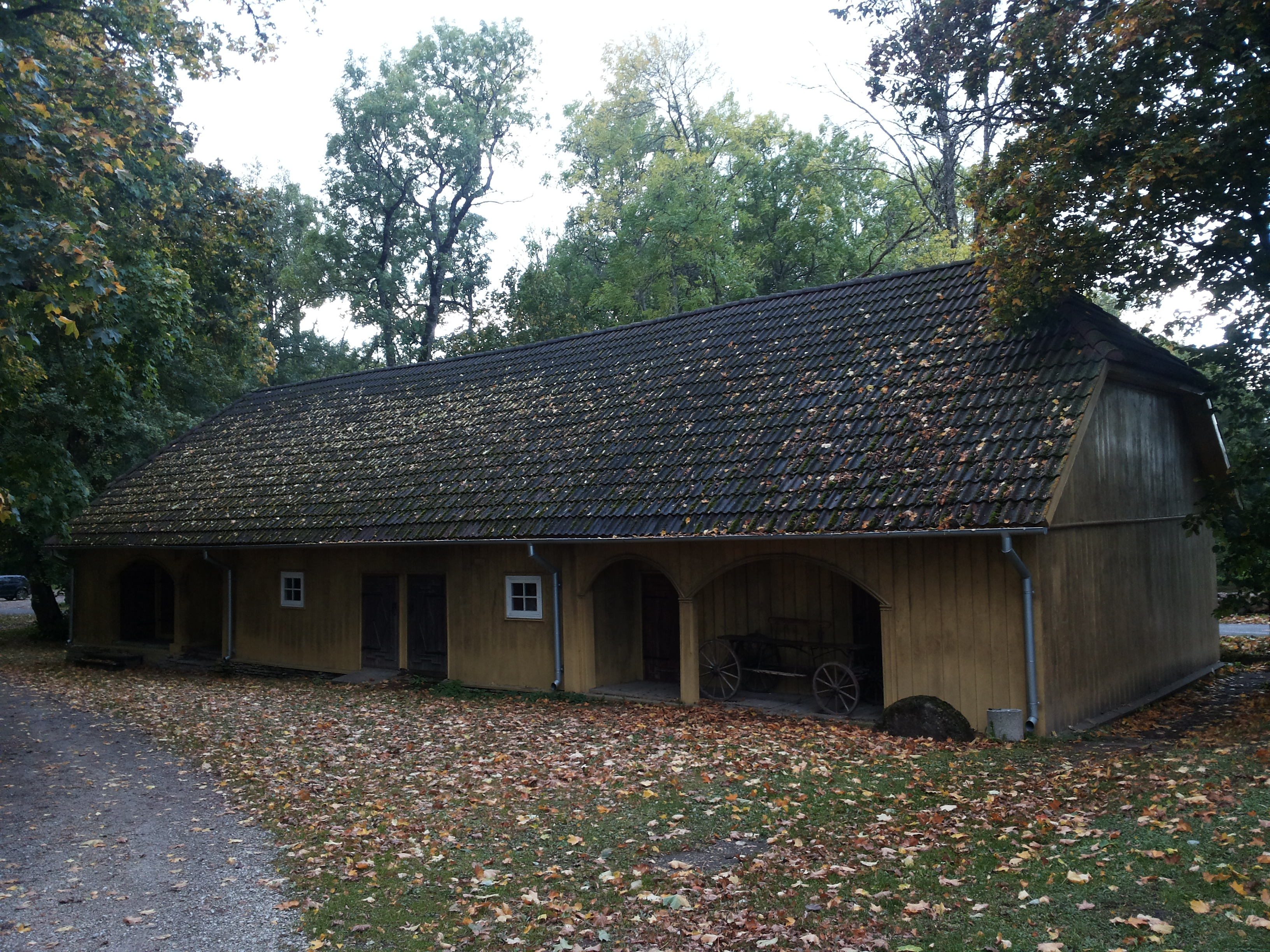
Hambarul conacului Sagadi⁠(fr)[traduceți] din satul Sagadi⁠(en)[traduceți] (comuna Haljala, comitatul Lääne-Viru)
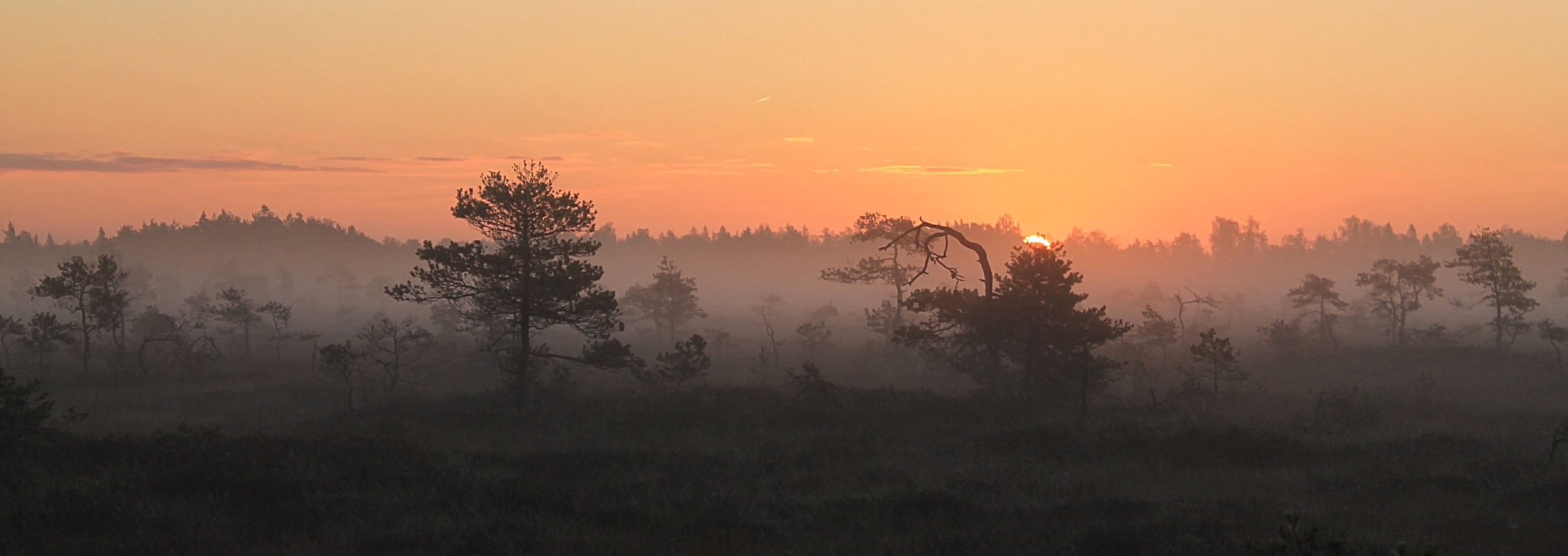
Mlaștina Kuistlema a jucat rolul mlaștinilor Dartmoor
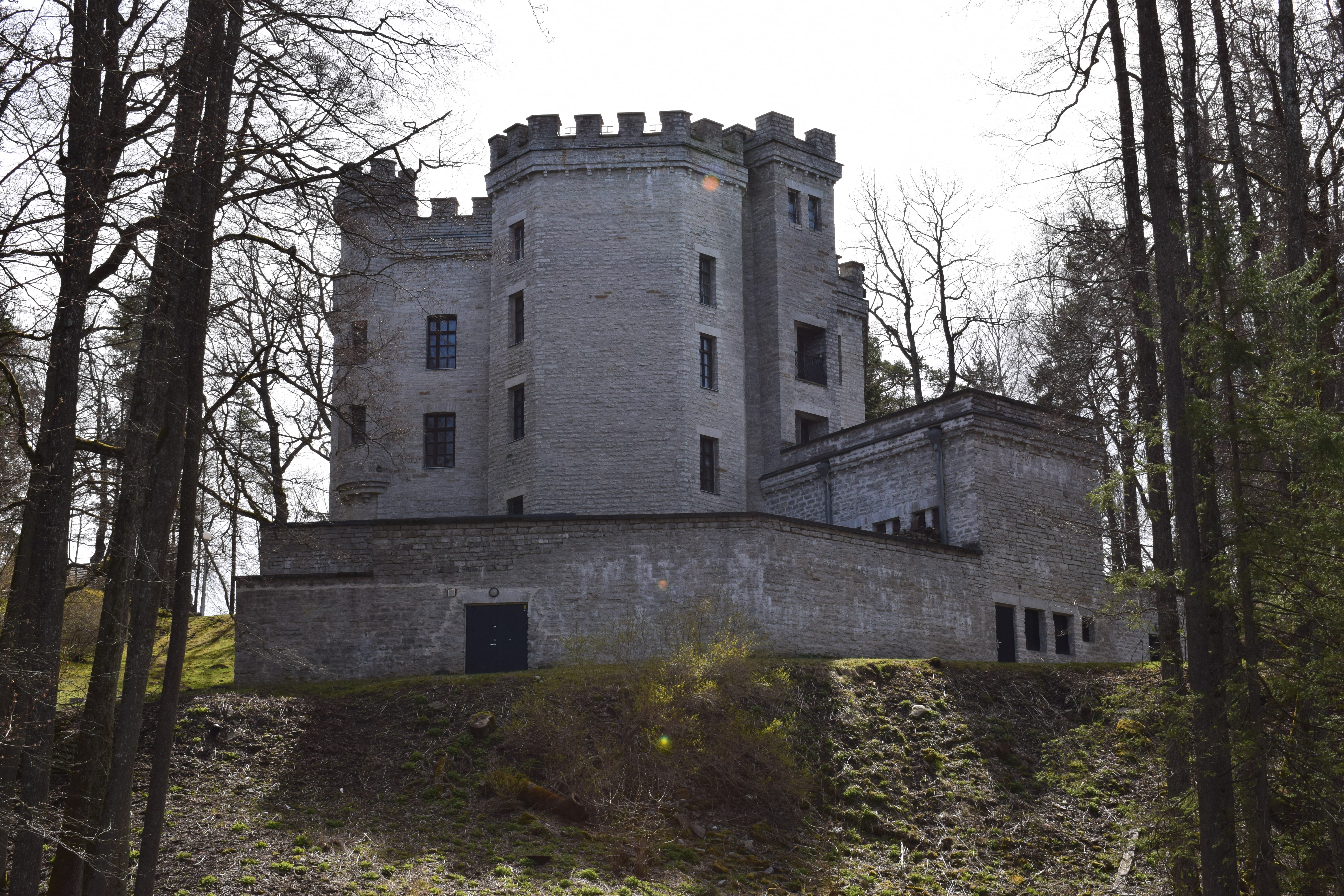
Castelul Glehn⁠(en)[traduceți] din subdistrictul Hiiu⁠(en)[traduceți] al Tallinnului – castelul familiei Baskerville din secolul al XVII-lea
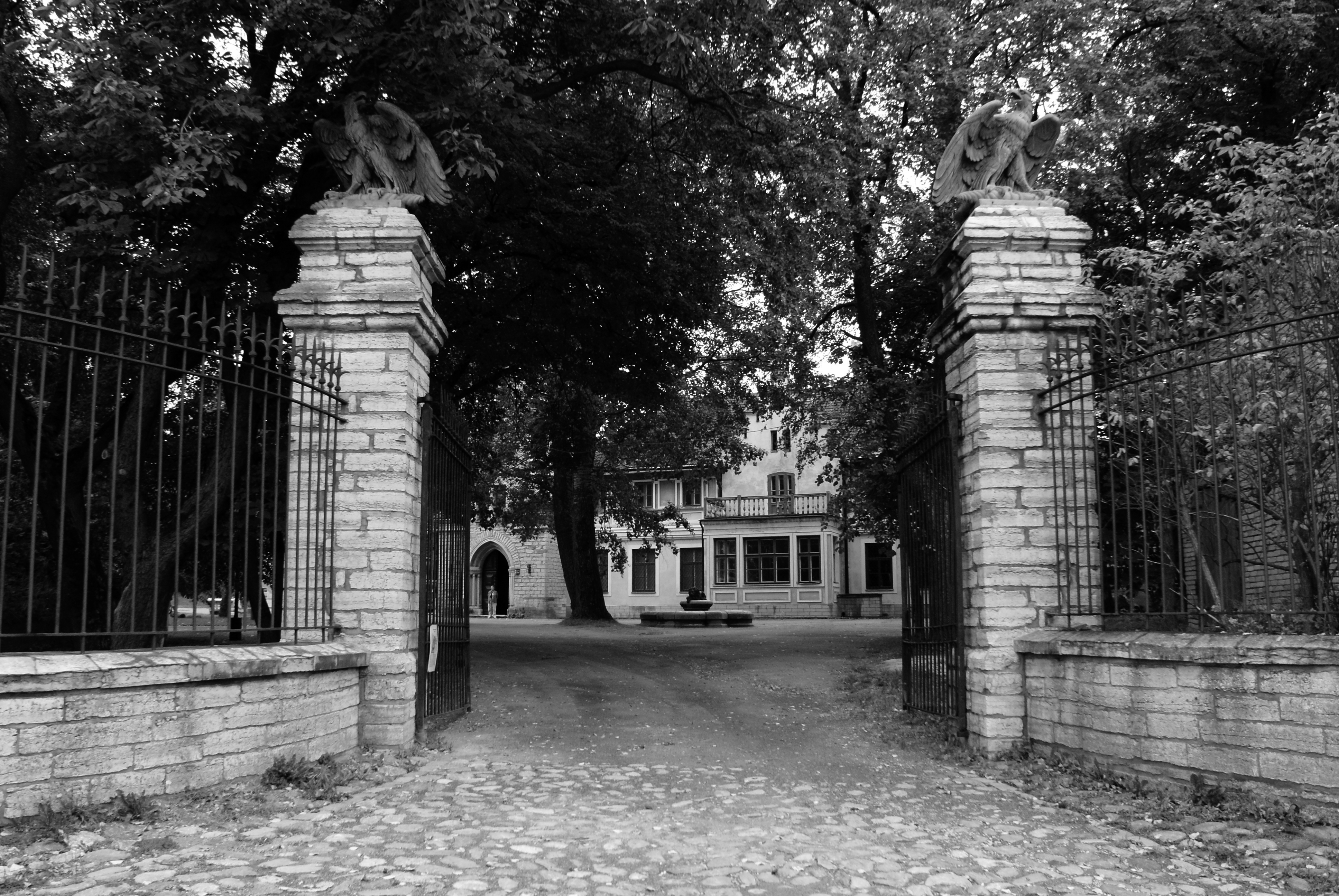
Maarjamäe⁠(fr)[traduceți] din subdistrictul Maarjamäe⁠(en)[traduceți] al Tallinului – castelul familiei Baskerville din secolul al XIX-lea.
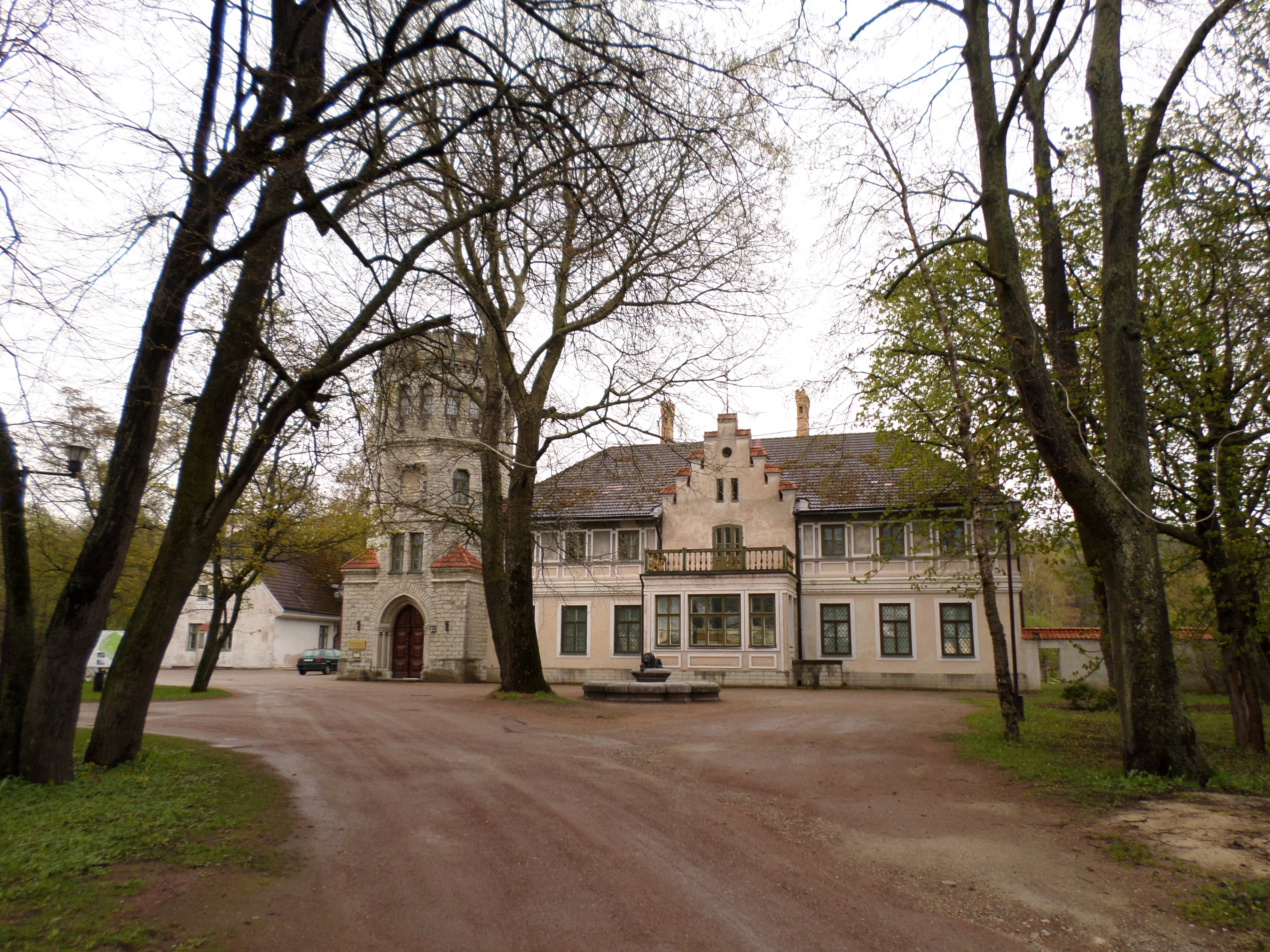
Castelul Maarjamäe
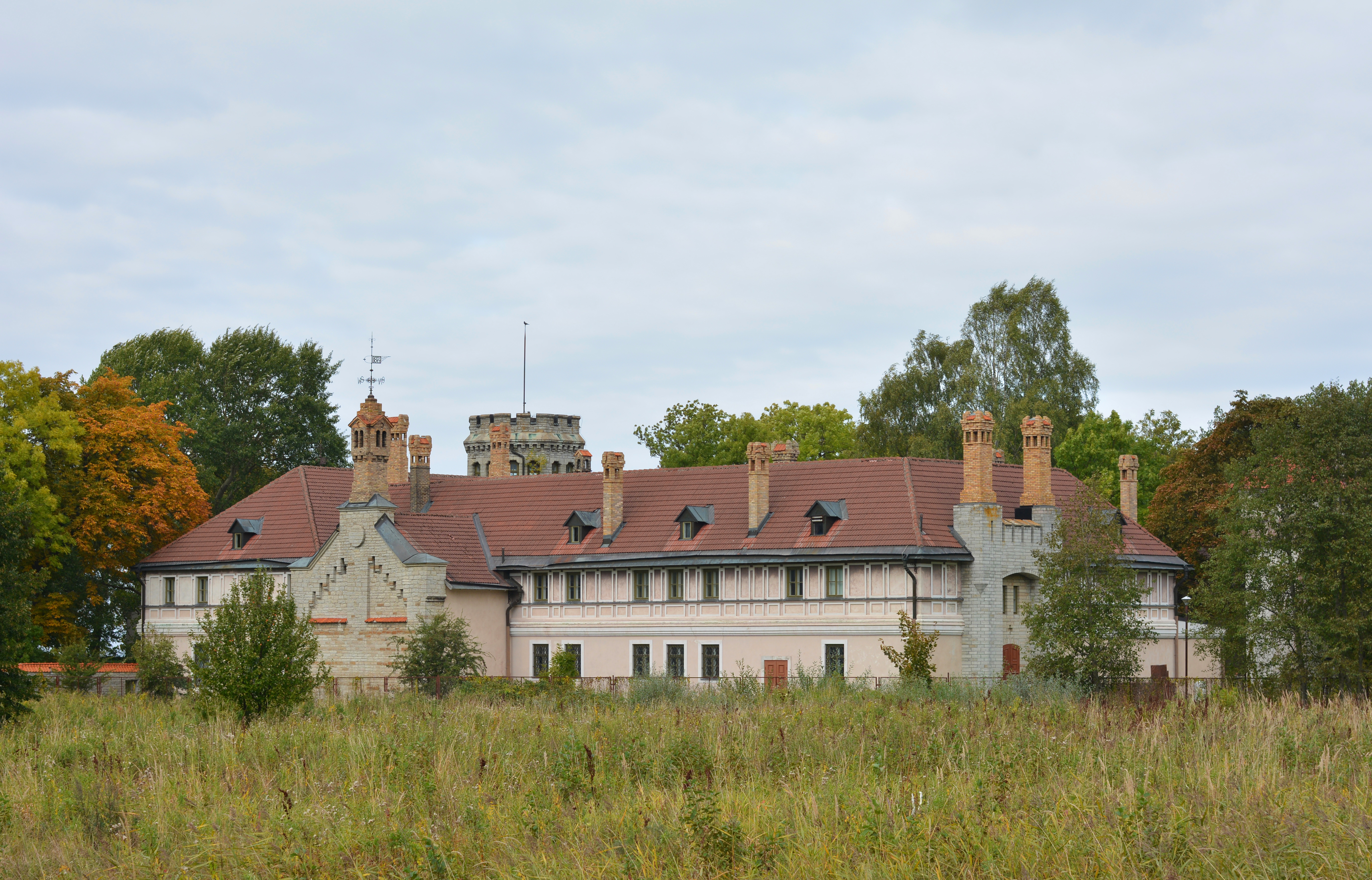
Castelul Maarjamäe
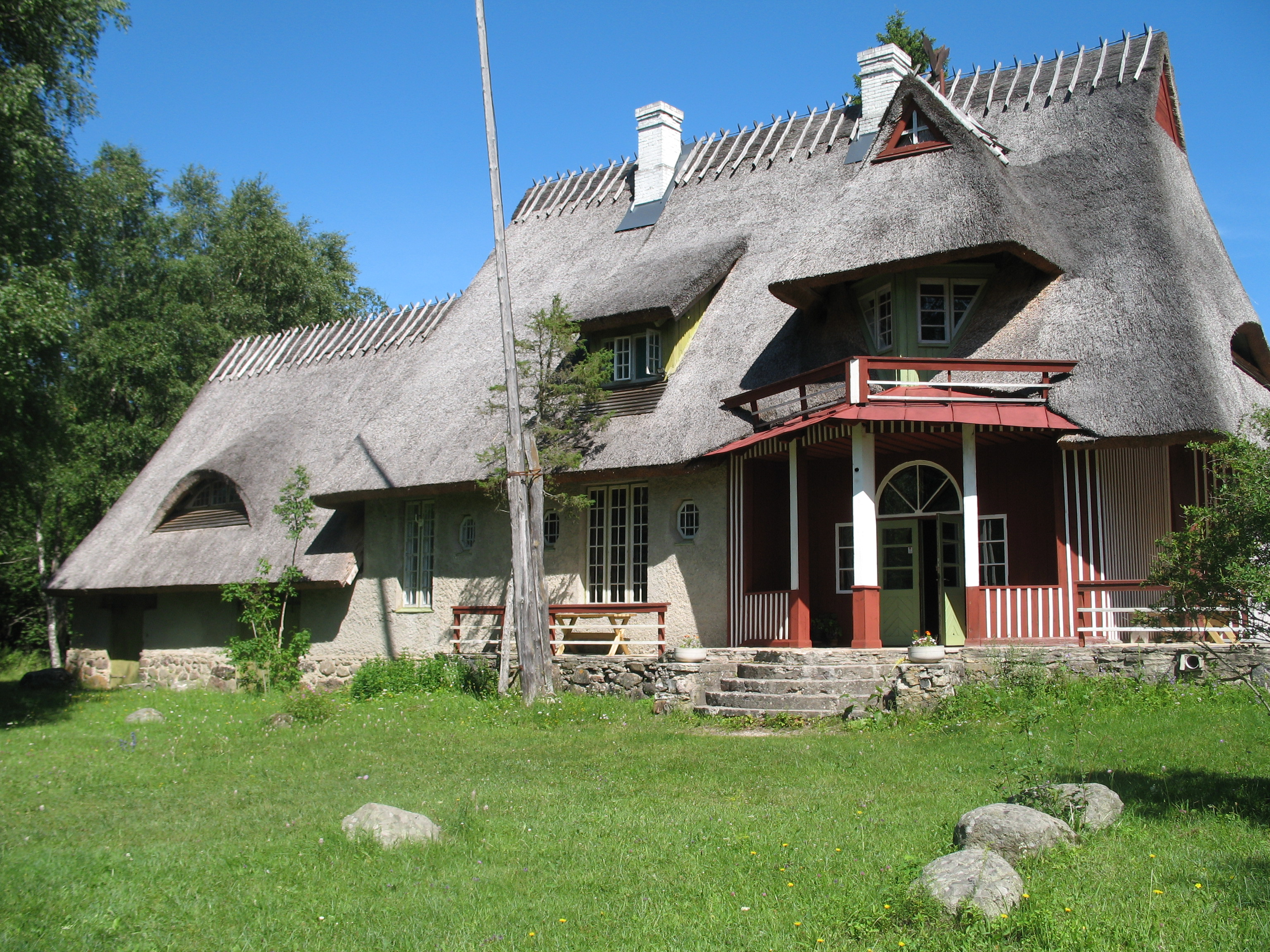
Muzeul Ants Laikmaa⁠(et)[traduceți] din satul Kadarpiku⁠(en)[traduceți] (comuna Lääne-Nigula⁠(en)[traduceți], comitatul Lääne) a fost casa Merripit a familiei Stapleton
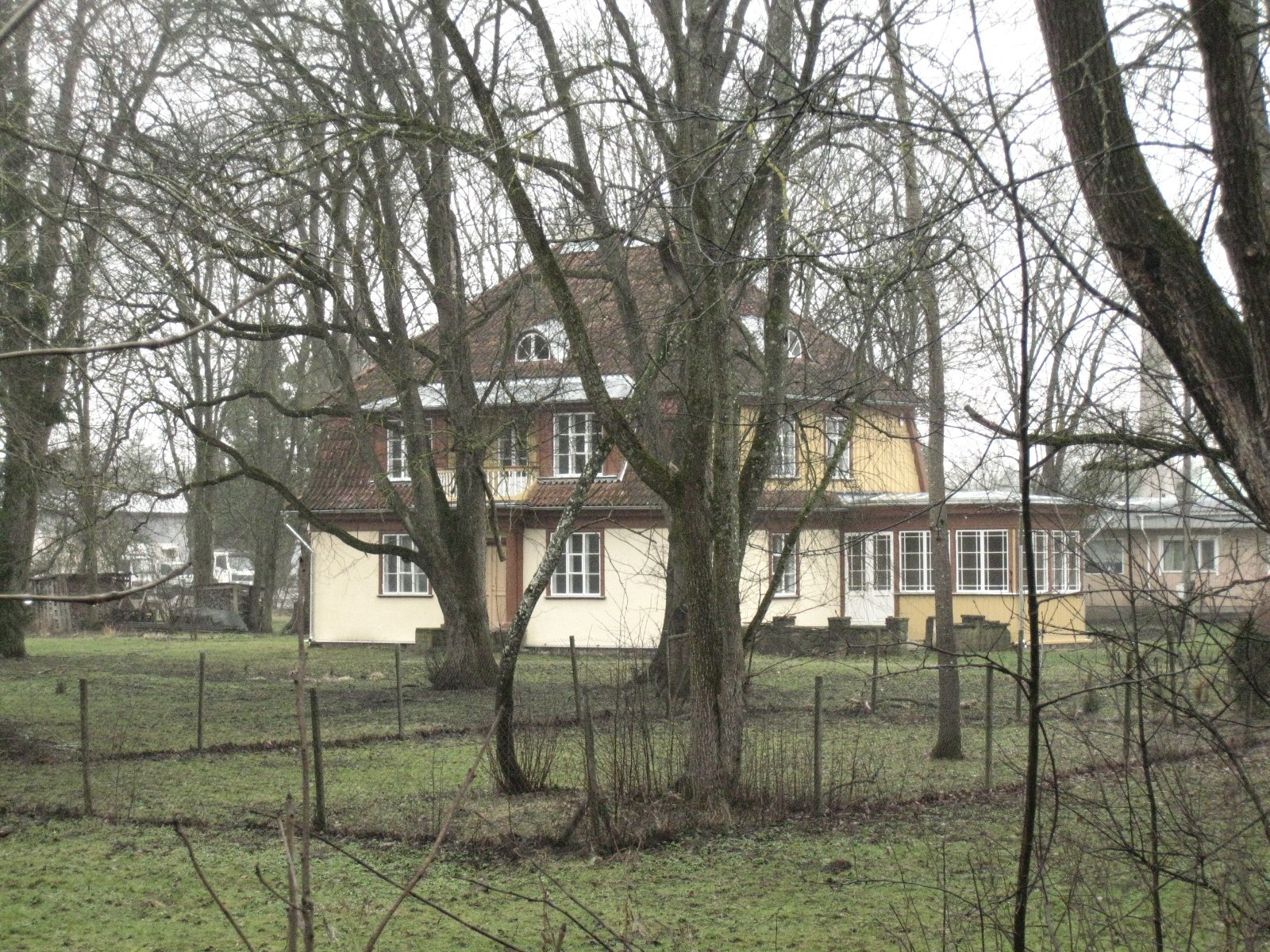
Vila Juuliku⁠(et)[traduceți] (1929) din satul Juuliku⁠(en)[traduceți] (comuna Saku, comitatul Harju) a fost casa dlui Frankland
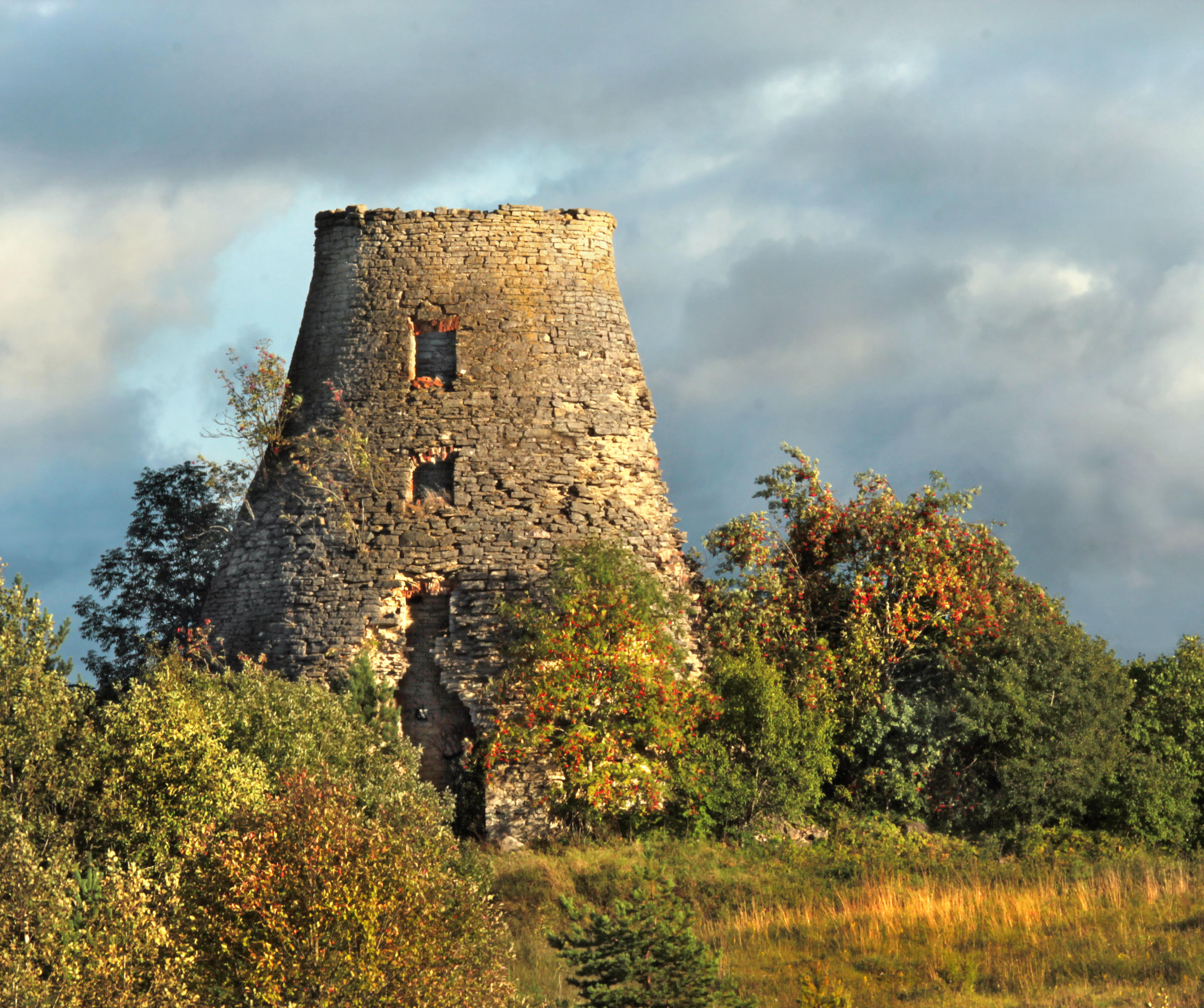
Ruinele vechii mori de vânt din Vaikna⁠(et)[traduceți] (azi în satul Laukna⁠(d), comitatul Rapla), locul în care a stat ascuns Holmes

## Notă explicativă
1. ↑  Sexul câinelui a stârnit discuții după lansarea filmului. Publicistul american Brian Patrick Duggan, profesor de film la University of California și California State University și autor al mai multor cărți despre prezența câinilor în cultura americană, susține că dogul era o femelă, dar menționează că Livanov a pretins că era vorba de un mascul. Vezi en  Brian Patrick Duggan, Horror dogs : man's best friend as movie monster [„Câini de groază: cel mai bun prieten al omului ca monstru de film”], McFarland & Company, Inc., Publishers, Jefferson, North Carolina, 2023, p. 212.